# Лускатка борова
Лускатка борова (Pholiota spumosa) — вид грибів роду фоліота (Pholiota).

## Будова
Шапинка гриба охряно-коричнева. Хоча буває і червонувато-руда. На краю зеленувато-ясножовта або зеленувато-руда. Діаметр шапинки до 8 см. У молодих плодових тіл шапинка не завершено кулькоподібна, згодом стає дзвоникоподібною, а у зрілих — ніби випукло-розпростерта. Ніжка заввишки до 8 см, завширшки до 1 см, як правило, зігнута, циліндрична волокниста луската, якщо розрізати її вздовж, то можна пересвідчитись, що вона порожниста.

## Поширення та середовище існування
Зустрічається у розріджених соснових лісах. Як правило лускатку борову можна збирати на пеньках, на корінні, на відмерлих гілках і навіть на торішній підстилці.

## Практичне використання
Лускатка борова — маловідомий їстівний шапковий гриб, який вживають свіжим і маринованим.